# Rise Asset Development
Rise Asset Development — канадская микрофинансовая организация социального предпринимательства, предоставляющая кредиты для открытия собственного бизнеса людям с психическими расстройствами и излечившимся от наркотической зависимости.

## История
1 из 5 жителей Онтарио имеет психические расстройства или опыт наркотической зависимости. Они с трудом находят работу и из-за плохой кредитной истории не могут получить заём в банке. В 2009 году при участии бизнес-школы Ротмана и клиники Centre for Addiction and Mental Health Сандрой Ротман была открыта компания Rise Asset Development. Компания предоставляет кредиты (в среднем от трёх до пяти тысяч долларов) на срок до 3 лет на открытие или поддержку уже существующего бизнеса. Rise Asset Development также проводит бизнес-тренинги для молодых предпринимателей.
За 2013 год Rise Asset Development выдала кредитов на 200 тысяч долларов. В 2012 году открылось представительство компании в Оттаве, годом позже — в Лондоне. Rise Asset Development является обладателем награды Social Entrepreneurship in Mental Health Equity Award как социальное предприятие, работающее над достижением равных условий для людей с психическими расстройствами.